# Noaptea (Elie Wiesel)
Noaptea (en: Night) este o carte scrisă de Elie Wiesel, publicată inițial în idiș, în Argentina anului 1956, cu titlul "Un di velt hot geshvign" (און די וועלט האָט געשוויגן‎; „Și lumea a tăcut”). Scrierea prezintă experiențele autorului și ale tatălui său ca prizonieri ai lagărelor de exterminare Auschwitz și Buchenwald, în vremea celui de-al Doilea Război Mondial (anii 1944-1945). Wiesel descrie oroarea Holocaustului și efectul pe care perioada petrecută în uzinele morții l-a avut asupra stării sale mentale și credinței sale în Dumnezeu.
Wiesel avea 16 ani când lagărul Buchenwald a fost eliberat de Armata Statelor Unite ale Americii, în aprilie 1945. Tatăl său murise de extenuare și dizenterie pe 28 ianuarie 1945. După încheierea războiului, Wiesel se mută la Paris, unde își împărtășește traumele adolescenței într-un manuscris de 862 de pagini, scris în idiș. Volumul are să fie tipărit în Argentina, Franța (1958) și Statele Unite (1960), titlul original fiindu-i schimbat în Noaptea. Tradusă în 30 de limbi, cartea este considerată o piatră de temelie a literaturii despre Holocaust.

## Conținut

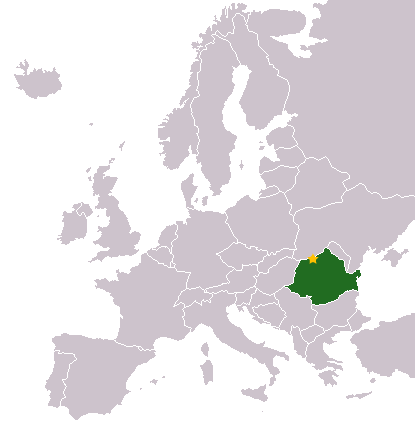
Sighetu Marmației, Transilvania, România

Eliezer Wiesel are aproape treisprezece ani când face cunoștință cu Moise Paracliserul, omul bun la toate dintr-o sinagogă hasidică a orașului Sighet. Acesta îi devine tânărului elev mentor în explorarea Cabalei. Tatăl lui Wiesel, care conducea o băcănie de cartier, își sfătuiește fiul să amâne studierea misterelor ezoterice până când împlinește treizeci de ani. Elie mai avea trei surori, pe nume Hilda, Bea și Judith, care își ajutau mama, Sara, în prăvălia familiei.
Dacă în viața mea ar fi trebuit să scriu o singură carte, Noaptea ar fi aceea. La fel cum trecutul trăiește în prezent, toate cărțile mele de după Noaptea, într-un sens profund, poartă marca acesteia; afirmația este valabilă și pentru lucrările care tratează teme biblice, talmudice sau hasidice: nu pot fi înțelese dacă nu ai citit-o.
– Elie Wiesel
În iunie 1941 evreii străini din Sighet au fost înghesuiți de jandarmi în vagoane și transportați cu trenul în Galiția, unde au fost împușcați. Masacrul se pierde cu timpul din memoria localnicilor, viața în timpul celui de-Al Doilea Război Mondial continuând relativ normal. În primăvara anului 1944 armata germană ajunge la Sighet, impunând populației evreiești diferite restricții (purtatea stelei galbene, predarea bijuteriilor către autorități și interzicerea de a părăsi domiciliul). La scurt timp au fost înființate două ghetouri și au început transporturile evreilor către „fabrici de cărămidă din Ungaria”. Familia Wiesel se numără printre ultimele grupuri selectate. Deportații îndură setea și căldura înghesuiți în trenul pentru vite, în drumul lor către Birkenau.
La triere, la sosirea în lagăr, Elie este despărțit de mama și surorile sale. Băiatul se ține de tatăl său, pe calea spre examinare. În următoarele zile, noilor deținuți li se tunde părul, li se dă uniformă și li se tatuează pe braț numărul. Eliezer devine astfel A-7713. O parte din prizonieri sunt mutați, prin marșuri forțate, la Auschwitz și, mai apoi, la Buna. Elie observă panoul ce afișa draconicul motto al lagărelor naziste de exterminare: Munca te face liber.
| Imagine indisponibilă          |  | Imagine indisponibilă            |
| Elie Wiesel la 15 ani, c. 1943 |  | Tatăl lui Eliezer, Shlomo Wiesel |

În timpul unui triaj medical, Elie este trecut pe lista deținuților ce aveau lucrări dentare din aur. La dorința contramaistrului Franek, coroana băiatului este extrasă, săptămâni mai târziu. Elie este pedepsit, cu douăzeci și cinci de lovituri de bici, după ce surprinde accidental un kapo făcând sex cu o tânără poloneză deși adolescentul îi jură supraveghetorului că va păstra secretul. Într-o duminică, Buna este bombardat, atacul distrugând multe dintre clădirile lagărului. După ce au fost adunați în careu ca să asiste la o serie de spânzurări, pentru a accentua oroarea, prizonierii au fost obligați să mărșăluiască prin fața bieților asasinați.
Elie refuză să mai postească în marea zi de post a Anului Nou evreiesc. Cu sperațele fărâmate, băiatul începe să pună la îndoială atotputernicia lui Dumnezeu, gândindu-se la miile de copii ce ard în gropile lagărului. Iarna, băiatul este supus unei operații la picior, o pungă de puroi împiedicându-l la mers. Nu are timp să se recupereze, fiind nevoit să părăsească Buna împreună cu tatăl său și ceilalți deținuți. Aceștia aveau să mărșăluiască, în urma motocicletelor ofițerilor SS, până la Gleiwitz, pentru a fi transportați cu trenul în alt lagăr (Buchenwald). În vagonul lui Elie sunt înghesuiți o sută de persoane, doar doisprezece ajungând în Germania în viață.
Elie începe să aibă grijă de tatăl său, dându-i părți din rațiile sale. Slăbit pe zi ce trece, Shlomo este bătut de ceilalți prizonieri fiindcă nu mai putea ieși să-și facă nevoile. Într-o seară, cerând băiatului său niște apă, Shlomo trezește ura unui ofițer, care îi acordă o ultimă lovitură cu bâta. În zori, pe 29 ianuarie 1945, Elie găsește în locul de dormit al tatălui său un alt bolnav. Adolescentul este secerat de pierderea și celuilalt părinte. Luni mai târziu, pe 10 aprilie, Buchenwald este eliberat de americani după un schimb de gloațe și grenade între naziști și membrii rezistenței. Prizonierilor li se dă de mâncare. Elie este transportat la spital trei zile mai târziu din cauza unei intoxicații. Privindu-se în oglindă, băiatul este contemplat de un cadavru.

## Urmări
După eliberare, Wiesel a vrut să se mute în Palestina, dar, din cauza restricților engleze privind imigrația, a fost trimis de către Oeuvre au Secours aux Enfants în Belgia, apoi în Normandia. În Normania, află că surorile sale mai mari,  Hilda și Beatrice, au supraviețuit.
Între 1947 și 1950, studiază Talmudul, filosofia și literatura la Sorbona, unde este influențat de existențialiști, asistând la prelegeri ținute de Jean-Paul Sartre și Martin Buber. Wiesel a predat, de asemenea, ebraică, și a lucrat ca translator pentru revista săptămânală Zion in Kamf. În 1948, la vârsta de 19 ani, este trimis în Israel ca și corespondent de război de către ziarul francez L'arche, iar după Sorbona devine corespondent șef al ziarului Yedioth Ahronoth din Tel Aviv. Publică ficțiunile Răsăritul (en: Dawn) și Ziua (en: Day) în 1961 și, respectiv, în 1962.